# Schlangen (gmina)
Schlangen – miejscowość i gmina w zachodnich Niemczech, w kraju związkowym Nadrenia Północna-Westfalia, w rejencji Detmold, w powiecie Lippe.

## Współpraca
Miejscowości partnerskie:
- Stężyca, Polska
- Viitasaari, Finlandia